# Gnathusa eva
Gnathusa eva är en skalbaggsart som beskrevs av Adelbert Fenyes 1909. Gnathusa eva ingår i släktet Gnathusa och familjen kortvingar. Inga underarter finns listade i Catalogue of Life.